# Polaroid-Filter
Polaroid-Filter umfassen eine Gruppe von  Polarisationsfiltern, die von Edwin Herbert Land und Mitarbeitern der Firma Polaroid im 20. Jahrhundert entwickelt und vertrieben wurden. Der Name „Polaroid“ geht zurück auf Polarisatoren, deren Dicke senkrecht zur Ausbreitungsrichtung des Lichts viel kleiner als ihre Breite ist. Die Polarisationsfolien (englisch sheet polarizer), Folien mit polarisierender Wirkung, zeichnen sich gegenüber bis dahin genutzten Polarisatoren vor allem durch eine kostengünstige Herstellung aus. Eingesetzt werden derartige Filter vor allem in der Fotografie.

## J-Folien
J-Folien (engl. J-sheet) waren die ersten (1929) von Edwin Herbert Land entwickelten Polarisationsfolien. Sie bestehen aus dichroitischen Herapathit-Kristalliten, die in einer Folie aus Celluloseacetat eingebettet sind. Die polarisierende Wirkung der Folien basiert auf der parallelen Anordnung der submikrometergroßen nadelförmigen Kristallite und deren polarisationsabhängiger Absorption (Dichroismus). Da die Größe der Kristallite im Bereich der Wellenlänge des sichtbaren Lichts liegt und das Licht daher streut, sehen J-Folien generell etwas trübe aus.

## H-Folien
H-Folien (engl. H-sheet) sind eine der meist genutzten Polarisationsfolien. Sie wurden erstmals 1938 von Edwin H. Land vorgestellt und bestehen aus einer farblosen Polyvinylalkohol-Folie (PVA) mit eingelagertem Jod. Eine gerichtete Polarisation erreichte Land, indem er die PVA-Folie zunächst erhitzte und in eine bestimmte Richtung streckte. Hierdurch wurden die langkettigen Polymere parallel ausgerichtet. Beim anschließenden Einbringen der Jodkristallite lagerten sich diese an den PVA-Molekülen an und bildeten ihrerseits lange, elektrisch leitfähige Ketten. Das eindiffundierte Jod stellt Ladungsträger zur Verfügung, die in Richtung der Kettenmoleküle beweglich sind, was zur Absorption der dazu parallelen Komponente des elektrischen Feldes führt. Die H-Folien funktionieren daher wie das metallische Gitter eines Drahtgitterpolarisators. Da die angelagerten Jodkristallite nur wenige Nanometer groß sind, ist die Streuung der H-Folien vernachlässigbar, sie erscheinen – anders als die J-Folien – nicht trübe.

## K-Folien
Die K-Folien (engl. K-sheet) werden – ähnlich wie die H-Folien – durch Erhitzen einer Polyvinylalkohol-Folie in Gegenwart eines Katalysators hergestellt. Die Erhitzung dient der Entfernung von Wasser und der Produktion von dichromophorem Polyvinyl. Sie sind vor allem für Einsätze geeignet, bei denen eine höhere Beständigkeit gegenüber erhöhten Temperaturen und hohe Luftfeuchtigkeit notwendig ist. Ähnlich wie H-Folien zeigen sie keine Trübung.
Des Weiteren gibt es auch Kombinationen der H- und K-Folien, deren Absorptionsmaximum bei etwa 1,5 µm im Infraroten liegt. Sie werden als HR-Polaroid bezeichnet.